# Purcari

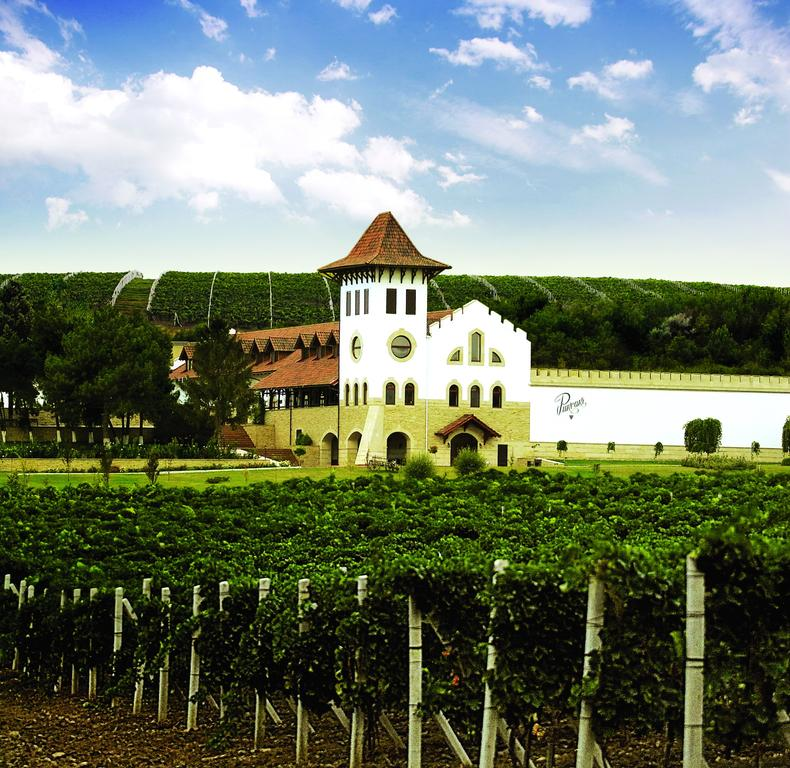
Шато Pucari

Пляшка вина Пуркарь

Purcari (Пуркарь) — популярний молдовський винний бренд у Центральній та Східній Європі. Винярня розташована у винному регіоні Пуркарі, у районі Штефан-Воде. Протягом багатьох років винярня Purcari завоювала понад 500 медалей на міжнародних конкурсах, таких як Decanter World Wine Awards, Міжнародний конкурс вина та міцних напоїв, International Wine Challenge та багато інших.
Як експортер, винний завод Purcari вийшов на більш ніж 30 ринків Європи, Північної Америки та Східної Азії, у таких країнах, як Україна, США, Канада, Велика Британія, Норвегія, Чехія, Китай, Польща, Німеччина, Казахстан, Киргизстан, Румунія, Туреччина, Японія, Люксембург.

## Про Château Purcari
У 1827 році у США збудували першу залізницю, а в Німеччині знаменитий фізик Георг Ом відкрив те, що сьогодні відомо як перший закон Ома. У той же час в селі Purcari в Молдові заснували першу винярню, яка згодом стала всесвітньо відомим брендом.
1827 року жителі села Пуркарь посадили перші лози майбутнього виноградника. Їх любов, душа та зусилля допомогли створити ексклюзивне вино — Негру де Пуркарь.
Історія вин
У 1878 році бессарабське пурпурове вино вразило всіх на виставці Exposition Universelle в Парижі, де журі спочатку прийняло його за французьке Бордо. Потім вони нагородили Negru de Purcari першою золотою медаллю за найвищий результат.
З того дня минуло понад 100 років, а Negru de Purcari досі зберігає незмінну вишуканість, інтенсивність, характерний і насичений смак.
Як усе починалося
Заснована у 1827 році, винярня Purcari — це найстаріший винний завод у Молдові, який за два століття став титулованим винним заводом у Центральній та Західній Європі за версією Decanter, DAWA та Effervescent du Monde.

Туризм в Château Purcari
Побудований у французькому стилі, замок поєднує в собі заміський готель, два озера, місця з набережними, виноградники та ресторан, де вина поєднуються зі стравами європейської традиційної кухні.
Заходи для відвідувачів включають дегустації вин, екскурсії по винярні Purcari, прогулянки на велосипеді чи машині по винограднику, катання на катамарані на двох озерах маєтку, теніс та багато іншого.
У Республіці Молдова Château Purcari також відомий сезонними або приватними заходами, які влаштовують на його території.